# August 2020
Acest articol este generat integral pe baza informațiilor din articolul 2020 și este actualizat periodic de un robot.
 Editările făcute în articol vor fi șterse la următoarea actualizare! Dacă doriți să faceți modificări, editați articolul-sursă.

ianuarie -
februarie -
martie -
aprilie -
mai -
iunie -
iulie -
august -
septembrie -
octombrie -
noiembrie -
decembrie
August 2020 a fost a opta lună a anului și a început într-o zi de sâmbătă.

## Evenimente

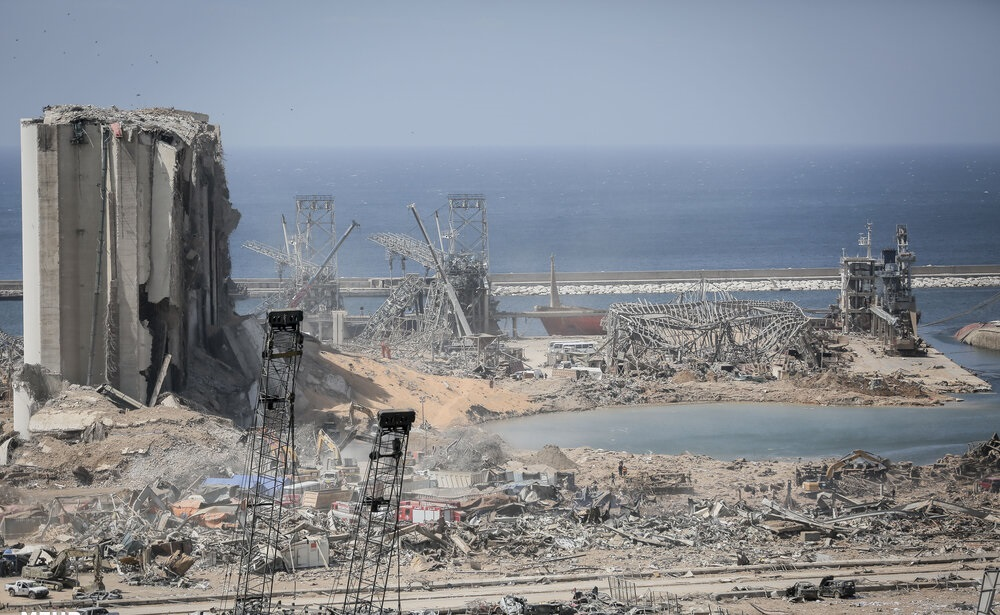
4 august: Portul din Beirut după explozii; cel puțin 200 de oameni și-au pierdut viața și alte peste 6.000 au fost răniți, o parte dintre ei fiind îngropați sub moloz, din cauza nitratului de amoniu depozitat ilegal. Peste 300.000 de oameni au rămas fără locuințe.

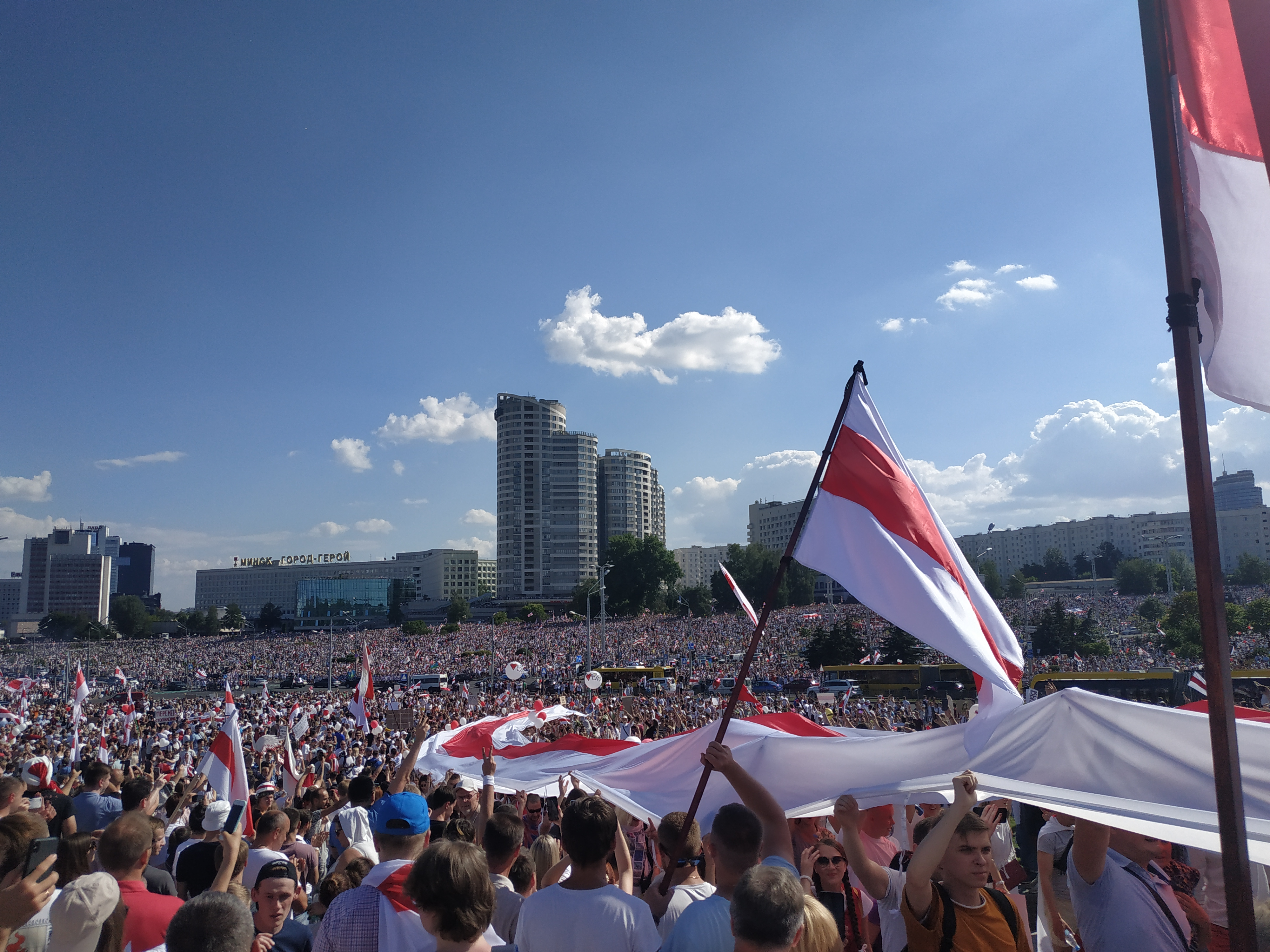
Proteste anti-Lukașenko la Minsk (Belarus), 16 august 2020

- 2 august: Capsula Crew Dragon a SpaceX a aterizat cu succes, având la bord pe cei doi astronauți NASA, Robert Behnken și Douglas Hurley, după zborul istoric către Stația Spațială Internațională[1].
- 4 august: Cel puțin 200 de oameni au murit și alte peste 6.000 au fost răniți în urma exploziilor în portul din Beirut, o parte dintre ei fiind îngropați sub moloz, din cauza nitratului de amoniu depozitat. Peste 300.000 de oameni au rămas fără locuințe în urma exploziilor. Autoritățile din Liban au declarat începând de miercuri, 5 august, trei zile de doliu național.
- 9 august: Alegeri prezidențiale în Belarus. Aleksandr Lukașenko a obținut al șaselea mandat de președinte cu un scor de 79,7%. Opozanții președintelui ales au contestat corectitudinea alegerilor și au organizat manifestații de protest. Manifestațiile care au avut loc în multe orașe din Belarus, au condus la o reprimare brutală din partea forțelor de ordine, soldate cu mii de arestări, unul din manifestanți pierzându-și viața.

- 18 august: Lovitură de stat în Mali. Președintele Ibrahim Boubacar Keita și premierul Boubou Cissé au fost arestați de militarii care s-au revoltat.[2]
- 22 august: Pandemie COVID-19: Italia a depășit prima oară după luna mai 1000 de cazuri pe zi.
- 30 august: Alegeri parlamentare în Muntenegru. După numărarea a 100% din voturi, Partidul Democrat‑Socialist câștigă 35,1% din voturi (30 din 81 de locuri), coaliția Pentru viitorul Muntenegrului 32.5% (27), coaliția Pacea este națiunea noastră 12.5% (10), și coaliția Alb și negru 5.5% (4).

## Decese
- 1 august: Kartika Liotard, 49 ani, policiană olandeză, membră a Parlamentului European (2004–2009), (n. 1971)
- 2 august: Marie-Hélène Descamps, 82 ani, politiciană franceză, membră a Parlamentului European (1999–2004), (n. 1938)
- 2 august: Dan Tătaru, 51 ani, politician român (n. 1969)
- 3 august: Ernesto Brambilla, 86 ani, pilot italian de Formula 1 (n. 1934)
- 3 august: John Hume, 83 ani, politician britanic, membru al Parlamentului European (1979-2004), (n. 1937)
- 4 august: Frances Allen, 88 ani, informaticiană americană (n. 1932)
- 5 august: Agathonas Iakovidis, 65 ani, cântăreț grec (n. 1955)
- 5 august: Louis Meznarie, 90 ani, tehnician de motociclete și mașini de curse și proprietar de echipă care a participat la multe curse de Cursa de 24 de ore de la Le Mans a fost din 1971 până în 1983 expertul oficial în motoare pentru Porsche (n. 1930)
- 7 august: Adin Steinsaltz, 83 ani, lector, filosof, critic social și mentor spiritual evreu (n. 1937)
- 9 august: Brendan Halligan, 84 ani, om politic irlandez, membru al Parlamentului European (1979–1984), (n. 1936)
- 10 august: Jacobo Langsner, 93 ani, dramaturg și scriitor uruguayan deetnie română (n. 1927)
- 11 august: Oliviu Gherman, 90 ani, fizician, politician, profesor universitar și diplomat român (n. 1930)
- 12 august: Don Edmunds, 89 ani, pilot american de Formula 1 (n. 1930)
- 12 august: Gheorghe Gabor, politician român (n. 1942)
- 15 august: Viorica Ionică, 65 ani, handbalistă română (n. 1955)
- 16 august: Charles Allen, 80 ani, scriitor profesionist și istoric britanic (n. 1940)
- 16 august: Esther Morales, 70 ani, băcăneasă, femeie de afaceri și figură publică boliviană (n. 1949)
- 19 august: Gheorghe Dogărescu, 60 ani, handbalist român (n. 1960)
- 19 august: Boris Paton, 101 ani, fizician ucrainean, membru de onoare al Academiei de Științe a Moldovei (n. 1918)
- 19 august: Viorel Pavel, 65 ani, deputat român (1992-1996), (n. 1954)
- 20 august: Ágnes Bánfai, 65 ani, sportivă maghiară (gimnastică artistică), (n. 1947)
- 20 august: Șerban Celea, 68 ani, actor român (n. 1952)
- 22 august: Józefa Hennelowa, 95 ani, publicistă poloneză (n. 1925)
- 22 august: Emil Jula, 40 ani, fotbalist român (n. 1980)
- 23 august: Maria Janion, 93 ani, profesoară poloneză de științe umane și istoria literaturii (n. 1926)
- 23 august: Lori Nelson, 87 ani, actriță americană de film și televiziune (n. 1933)
- 24 august: Ivan Singer, matematician român (n. 1929)
- 25 august: Victor Baryakhtar, 90 ani, fizician-teoretician sovietic ucrainean (n. 1930)
- 25 august: Emilian Popescu, 91 ani, istoric și teolog român, membru de onoare al Academiei Române (n. 1929)
- 25 august: Arnold Spielberg, 103 ani, inginer electronist american (n. 1917)
- 28 august: Chadwick Boseman, 43 ani, actor american de film și televiziune (n. 1976)
- 28 august: Antoinette Spaak, 92 ani, politiciană belgiană, membră a Parlamentului European (1994–1999), (n. 1928)
- 29 august: Luminița Iordache, 65 ani, politiciană română (n. 1955)
- 30 august: Gheorghe A. M. Ciobanu , 95 ani, profesor și scriitor român (n. 1925)
- 31 august: Pranab Mukherjee, 84 ani, politician indian, al 13-lea președinte al Indiei (2012–2017), (n. 1935)